# Ich schwör auf Susi
Ich schwör auf Susi ist der deutsche Titel des US-amerikanischen Foxtrottschlagers If You Knew Susie, den Joseph Meyer 1925 zusammen mit Buddy DeSylva geschrieben hat. Ursprünglich war das Lied für den Entertainer Al Jolson in dem Broadway-Musical Big Boy gedacht, doch zum Erfolg führte ihn der jüdische Komiker Eddie Cantor, der ihn am 6. April 1925 auf Grammophonplatte sang.
Mit dem Text Ich schwör auf Susi, die süße Susi, den Schlagerdichter Fritz Löhner unter seinem Künstlernamen „Beda“ auf DeSylvas Melodie schrieb, wurde er auch in Deutschland verbreitet. Er erschien 1925 in Lizenz von Shapiro, Bernstein & Co. Inc. New York bei Anton J. Benjamin in Hamburg und wurde auch in den Band VIII der Sammlung 20 ausgewählter Tanz-, Operetten- und Liederschlager aufgenommen, die mit dem Titel Zum 5 Uhr Tee (Five o’clock Tea) vom Wiener Bohéme Verlag und vom Verlag Anton J. Benjamin gemeinschaftlich veranstaltet wurde (AJB 8439/8, S. 20).
Während Joseph Meyers englische lyrics den Sänger bekennen lassen, dass seine Suzie entgegen ihrem unscheinbaren Äußeren viel wilder und leidenschaftlicher sei als es sich die meisten Leute vorstellen können, zeichnet Beda satirisch scharf das Bild des Flapper, der emanzipierten jungen Frau der Zeit nach dem Ersten Weltkrieg, so wie sie in Deutschland wahrgenommen wurde: mit Herrenschnitt, Alkohol trinkend und Karten spielend, mit Geld, aber auch mit Prinzipien. Sie ‘lebt ihr Leben’ als Junggesellin, als garçonne, wie sie der gleichnamige Roman von Victor Margueritte 1922 beschrieben hat:

## Liedtext
| (1) Wie ein gentleman in besten Jahren, So sieht Missis Susie heute aus: Haare wie ein Bub’, Täglich im Club, Whisky und Bridge im Haus. Willst du über Susie was erfahren, Musst du fragen Mister Bobby White. Er ist verwandt Mit ihrer Tant’. Der gibt dir gleich bescheid: | (2) Alle Männer sind der Susie piepe. Liebe ist gestrichen vom Programm. Einmal als Braut Haut sie knock out Ihren Herren Bräutigam. Susie hat viel Geld, doch auch Prinzipe, Und sie lebt ihr Leben ganz modern Als Junggesell’ Und im Hotel Sagen die meisten Herr’n: | - Refrain: Ich schwör auf Susie, die süße Susie, Oh die geht nicht mit dir! Ich kenn die Susie, wo kennst denn du sie? Oh oh, nichts zu machen, nichts zu machen. Tausend Dollar zahl ich dafür, Tausend Dollar, wenn ich was erfahr’ von ihr, Denn ich kenn Susie, Die hat kein G’spusi, Nein – außer mit mir! |

(Deutscher Text von Beda)

## Tondokumente
Ich schwör auf Susi wurde auf Grammophonplatten gespielt von den Orchestern Dajos Béla (Odeon AA 50 417/O-7256, Matr. xxBo 8657), Marek Weber (Parlophon P. 2152-II, Matr. 2-8520), Bernard Etté (Vox 08042, Matr. 2545-A), Efim Schachmeister (Grammophon 19 445, Matr. 122 bg), Arpád Városz (Homocord B.1911, Matr. M 18 597) und einem unbekannten „Orchester mit Gesang“ auf Derby braun V-601 b (Matr. 601 B). Für die Besitzer elektrischer Klaviere kam die Komposition auch auf Notenrollen in den Handel.

## Weiterleben
Das Lied If You Knew Susie wurde in dem Spielfilm Anchors Aweigh von 1948, der in Deutschland unter dem Verleihtitel Urlaub in Hollywood gezeigt wurde, verwendet, wo es Frank Sinatra und Gene Kelly als Einlage sangen; ein Spielfilm mit dem Schlagertitel If You Knew Susie als Filmtitel entstand im selben Jahr unter Mitwirkung von Eddie Cantor.
In Deutschland war das Lied auch nach 1945 noch lebendig: der Pianist Fritz Schulz-Reichel spielte 1955 das Stück als „Schräger Otto“ auf einem absichtlich verstimmten Klavier im Honky-Tonk-Stil auf Platte; 1954 nahm der amerikanische Jazz-Akkordeonist John Serry senior das Lied für RCA Records (RCA Thesaurus, 1954) auf; der britische Schlagerclown Chris Howland sang es zur Begleitung einer Dixieland-Band englisch-deutsch auf eine LP. Und der belgische Geiger André Rieu nahm den Titel mit seinem „Johann Strauss-Streichorchester“ auf.